# Middelwaard
De Middelwaard is een natuurgebied en uiterwaard bij de Lekbrug over de A2 bij Vianen. De Middelwaard ontstond als zandbank in de Lek en werd in de 19e eeuw door dammen toegevoegd aan het vasteland. In de Middelwaard ligt een grote recreatieplas en ook het oude riviergeultje de Kleine Lek. De recreatieplas was oorspronkelijk een zandwinplas voor de aanleg van de A2. Langs de Lek liggen zandstrandjes, wilgenvloedbosjes en rietlandjes. Rond de recreatieplas is een wandelroute uitgezet van 3 km.

## Beheer
Door het niet in één keer maaien van het hele gebied en de inzet van Schotse hooglanders en fjordenpaarden wordt een grotere afwisseling in de vegetatie verkregen. Oeverzwaluwen broeden in het door het Utrechts Landschap aangelegde oeverzwaluwwand. In het riet leven bruine kiekendief en de roerdomp. Rond de recreatieplas vertoeven met name in de winter veel eendensoorten en ganzen. De graslanden worden in de zomer gebruikt door broedende patrijzen, graspiepers en fazanten.
Amerongse Bos
· Amerongse Bovenpolder
· Landgoed Beerschoten
· Beukenburg
· Biltse Duinen
· Birkhoven
· Blauwe Kamer
· Blikkenburg
· Bloeidaal
· Bornia
· Bosch en Duin
· Breeveen
· Broekerbos
· Buitenplaatsen Driebergseweg
· Dartheide
· Elster Buitenwaarden
· Grebbeberg
· Heidestein
· Hoge Ginkel
· Hooge Kampse Plas
· Hoog Moersbergen
· Houdringe
· Juliusput
· Kasteelbos Renswoude
· De Kievit
· Kooilust
· Kozakkenput
· De Krakeling
· Laarsenberg
· De Leyen
· Lockhorsterbos
· Lunenburgerwaard
· Maartensdijkse Bos
· Middelwaard
· Moersbergen
· Niënhof
· Noordhout
· Okkersbos
· Oostbroek
· Over-Holland
· Palmerswaard
· De Paltz
· Panbos
· Plantage Willem III
· Pleinesbos
· De Pol
· Ridderoordse Bos
· Sandenburg
· Sandwijck
· De Schammer
· Stameren
· Landgoed Stoutenburg
· Viaanse Bos
· Viaanse polders en uiterwaarden
· Vikinghof
· Park Vliegbasis Soesterberg
· Vijverbos
· Vijverhof
· Voordorpse polder
· Willem Arntszbos
· Witte Hull
· De Woerd
· Wulperhorst
· Zeisterbos